# Macrobrachium americanum
Macrobrachium americanum är en kräftdjursart som beskrevs av Charles Spence Bate 1868. Macrobrachium americanum ingår i släktet Macrobrachium och familjen Palaemonidae. Inga underarter finns listade i Catalogue of Life.